# إيرنال سبورجون كامبل
إيرنال سبورجون كامبل (بالإنجليزية: Earnal Spurgeon Campbell)‏ هو مقدم برامج إذاعية أمريكي، ولد في 28 ديسمبر 1921.